# Polówka korzeniasta

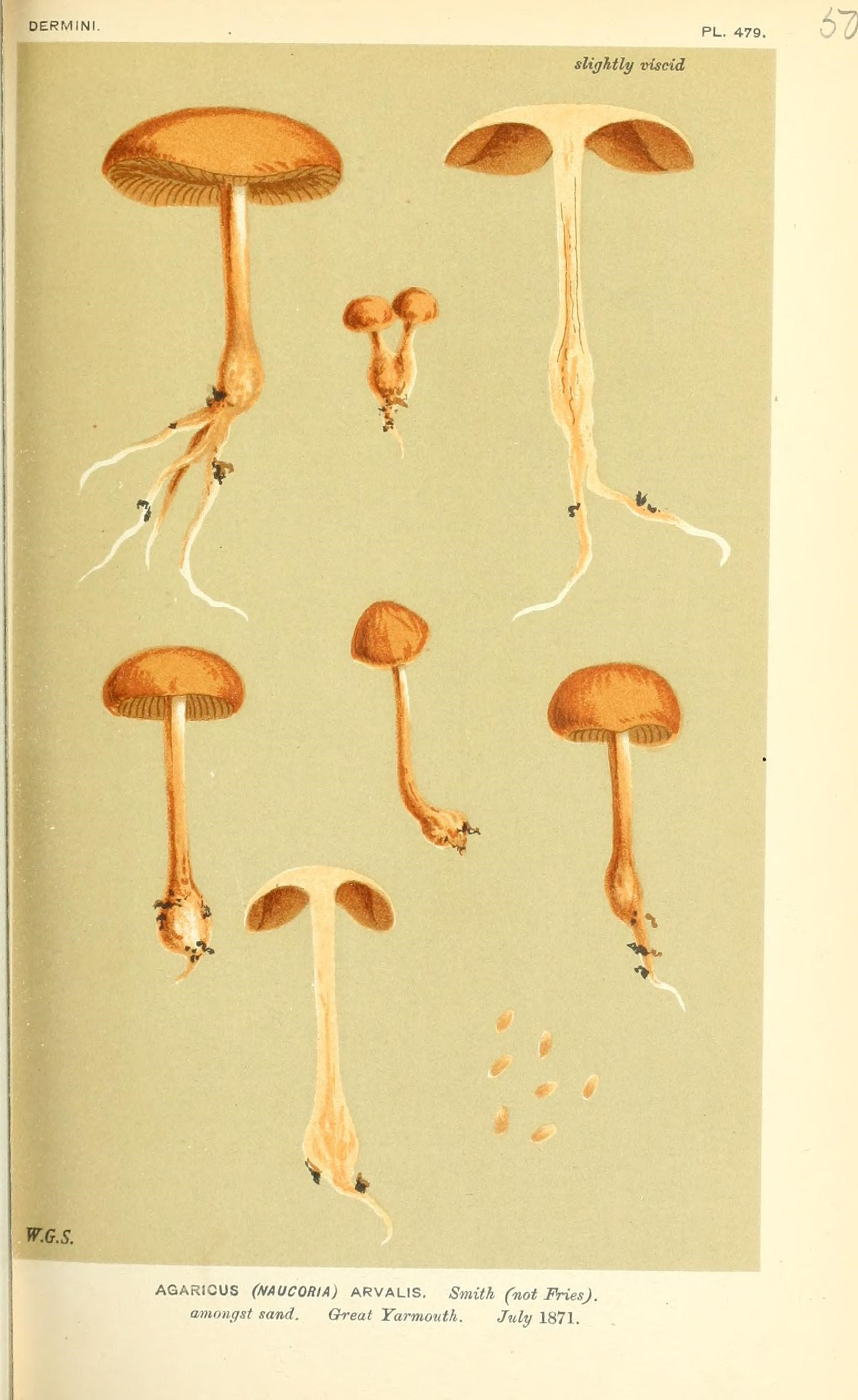

Polówka korzeniasta (Agrocybe arvalis (Fr.) Singer) – gatunek grzybów z rodziny pierścieniakowatych (Strophariaceae).

## Systematyka i nazewnictwo
Pozycja w klasyfikacji według Index Fungorum: Agrocybe, Strophariaceae, Agaricales, Agaricomycetidae, Agaricomycetes, Agaricomycotina, Basidiomycota, Fungi.
Po raz pierwszy gatunek ten opisał w 1821 r. Elias Fries pod nazwą Agaricus arvalis. Do rodzaju Agrocybe (polówka) włączył go Rolf Singer w 1936 r. Ma 11 synonimów. Niektóre z nich:
- Agrocybe tuberigena (Quél.) Romagn. 1944
- Naucoria arvalis var. tuberigena (Quél.) Sacc. & Traverso 1948

W 1886 r. gatunek opisywany był przez F. Kwiecińskiego jako bedłka. W 2003 r. Władysław Wojewoda zaproponował polską nazwę polówka korzeniasta.

## Morfologia
Kapelusz
Średnica do 3 cm, u młodych owocników półkulisto stożkowaty, potem rozprostowujący się, w końcu płaski. Jest higrofaniczny; w stanie suchym beżowy, w stanie wilgotnym ciemno ochrowo-brązowy. Powierzchnia gładka.
Blaszki
Szerokie, początkowo jasnobeżowe, potem od zarodników czerwonawobrązowe.
Trzon
Wysokość 4–7 cm, grubość 2–4 mm, kształt cylindryczny, tylko u podstawy może być nieco grubszy, prosty. Powierzchnia delikatnie włókienkowata, u podstawy pokryta gęstą, białą grzybnią. Pierścienia brak. Charakterystyczną cechą jest wytwarzanie drobnych przetrwalników, na zewnątrz ciemnych, w środku białych. Z trzonem połączone są ryzomorfami.
Miąższ
W kapeluszu delikatny i kruchy, w trzonie elastyczny.
Cechy mikroskopowe
Zarodniki 9–10,4 × 5,2–6 µm, eliptyczne, gładkie, jasnobrązowe z porą rostkową.
Gatunki podobne
Na takich samych stanowiskach rośnie polówka błotna (Agrocybe paludosa). Nie wytwarza jednak przetrwalników i ma pierścień.

## Występowanie i siedlisko
Znane jest występowanie polówki korzeniastej w Ameryce Północnej, Europie i Japonii. W. Wojewoda w 2003 r. przytoczył 10 stanowisk w Polsce i proponował umieszczenie tego gatunku na czerwonej liście gatunków zagrożonych w kategorii gatunek rzadki. Bardziej aktualne stanowiska podaje internetowy atlas grzybów. Umieszczony w nim jest na liście gatunków rzadkich i wartych objęcia ochroną.
Naziemny grzyb saprotroficzny. Rzadko tylko występuje w lasach, przeważnie rośnie na łąkach, pastwiskach, w parkach, ogrodach, polach uprawnych, zwłaszcza ziemniaków. Owocniki wytwarza zazwyczaj od maja do listopada. Rośnie wyłącznie na miejscach bogatych w próchnicę.